# Playas del Rosario
Villa Playas del Rosario es una comunidad muy cercana a la ciudad de Villahermosa que forma parte de la Zona Metropolitana de Villahermosa, en el estado mexicano de Tabasco.
Se localiza en el km 18.5 de la carretera federal n.º 195 Villahermosa - Tuxtla Gtz., dentro del Corredor Urbano Viviendistico Villa Parrilla 1ª. Sección-Playas del Rosario-Pueblo Nuevo de las Raíces, el cual también conforman otras poblaciones como: Estanzuela, Parrilla II, La Lima y Huapinol. 
En los últimos años, a raíz de la inundación de Tabasco en 2007, y por estar estas poblaciones ubicadas en lomeríos y zonas altas, este corredor urbano ha sido receptor de importantes obras viviendísticas, como los fraccionamientos: Gracias México, 27 de Octubre, Bicentenario, San Manuel y Los Pinos, construidos por el Gobierno del Estado, que en su conjunto suman más de 30,000 nuevas casas, así como muchos otros fraccionamientos privados, lo que ha propiciado el crecimiento urbano de estas poblaciones, incluyendo a la villa Playas del Rosario.

## Historia
Esta villa se empezó a instituir aproximadamente en el año de 1840 por los primeros pobladores (fundadores). Su primer nombre fue el de "Playas de Paso Ancho" debido al gran espacio que había en el terreno de aluvión que queda en las orillas del río Pichucalco que queda atrás del pueblo, en estos años el sitio donde se encontraba el pueblo era una selva en la cual se encontraban los animales característicos de las zonas tropicales tabasqueñas (tlacuaches, coyotes, venados, faisanes, armadillos, tepezcuintles, conejos de color negro y café, cojolites, pijijes, patos de montes, patillos chocolateros, pelicanos, cupidos, garza blanca y morena, tortugas y manatí) la mayor parte todavía se encuentran residiendo en el pueblo.

## Religión
El porcentaje de católicos en la comunidad es mayoritario pero existe libertad de culto .

### Iglesia Parroquial de Nuestra Señora del Rosario
En el año de 1905 se funda la primera iglesia católica, la cual fue construida con guano por los señores Francisco Jiménez, Francisco Alegría, Eleuterio Alegría y sus parientes; más posteriormente se integraron los señores Justo Díaz y su hermano José María Díaz, Claro Estrada y asociados. La razón principal era el de dar culto católico más cerca debido a que los playeros tenían la costumbre de ir muy seguido a las Misas en la iglesia de "La Conchita" ubicada en Villahermosa. La consagración de la iglesia (Dedicación) se hizo en el año de 1908 por S.E. Mons. Francisco Campos y Ángeles, III Obispo de Tabasco.
Por esos años una familia española se mudaba a la ranchería Boquerón, más traía consigo una imagen de bulto Sta. María, pero viendo que no podía subsistir en esa comunidad (debido a sus constantes inundaciones por el desbordamiento del río Mezcalapa) decidieron donarsela al pbro. Jesús Guerrero que celebraba Misa allí y en Playas de Paso Ancho. Fue entonces que el sacerdote decidió llevarla al pueblo el 2 de febrero de 1913 por el río en cayuco, la imagen fue recibida entre júbilo por los habitantes los cuales entonaban cánticos de alegría y tiraban cohetes. Debido a ello la comunidad cambio el nombre a "PLAYAS DEL ROSARIO".

## Infraestructura
La comunidad de Villa Playas del Rosario se encuentra totalmente urbanizada, tiene sus calles pavimentadas y cuenta con todos los servicios municipales y es una zona primordialmente residencial cuya zona de influencia abarca poblaciones como:
- Poblado Estanzuela
- Villa Parrilla 1ª. Sección
- Pueblo Nuevo de las Raíces
- Tumbuluschal
- Villa La Lima

La comunidad forma parte del gran corredor viviendístico de las tres villas del municipio de Centro y que se localizan al sur de la ciudad de Villahermosa y que son: Villa Parrilla, Playas del Rosario y Pueblo Nuevo de las Raíces, este gran corredor se extiende en lo ancho de la carretera Villahermosa-Teapa por lo que cuenta con todos los servicios. 

### Servicios
La comunidad, cuenta con todos los servicios municipales como son: agua potable, alumbrado público, drenaje y alcantarillado, recolección de basura, bacheo de calles, entre otros, los cuales son otorgados por el Ayuntamiento del Municipio de Centro. Ya cuenta con mercado público establecido, y existen pequeños negocios que se dedican a la venta de frutas y verduras cultivadas en la región, de la misma manera, se realiza la comercialización de alimentos de origen animal como: carne de res, pollo, pescado y mariscos. Cuenta con otros servicios como parques y panteón, telefonía fija, red de telefonía celular e Internet. Playas del rosario es un pueblo pequeño pero bonito porque tiene todo lo suficiente para vivir. Además cuenta con escuelas, biblioteca, centro de salud y boutiques.

## Economía
La economía de la comunidad se basa principalmente en la agricultura y la ganadería, aunque debido al creciente desarrollo urbano experimentado en los últimos años, ha propiciado que la economía se vaya transformado hacia el comercio y servicios, con el establecimiento de importantes cadenas de tiendas y comercios.

### Comercio
Existen en villa Playas del Rosario, papelerías, carnicerías, tiendas de abarrotes, tiendas de conveniencia, miselaneas, mercerías, restaurantes, fondas, y mucho más.

## Vías de comunicación
A Playas del Rosario se puede llegar por dos carreteras:
- La carretera federal n.º 195 Villahermosa-Teapa-Tuxtla Gtz., que cuenta con el tramo de autopista de 4 carriles Villahermosa-Playas del Rosario, que comunica a esta villa con las ciudades de Villahermosa y Teapa.

- La carretera Tacotalpa-Entronque carretera federal n.º 195, que comunica a Playas del Rosario con las poblaciones de Jalapa, Tacotalpa y Macuspana.